# Kanton Hénin-Beaumont-2
Kanton Hénin-Beaumont-2 (francouzsky Canton d'Hénin-Beaumont-2) je francouzský kanton v departementu Pas-de-Calais v regionu Hauts-de-France. Tvoří ho pět obcí a část města Hénin-Beaumont. Zřízen byl v roce 2015.

## Obce kantonu
- Courcelles-lès-Lens
- Drocourt
- Évin-Malmaison
- Hénin-Beaumont (část)
- Leforest
- Noyelles-Godault